# Oscar Begas
Pour les articles homonymes, voir Begas.

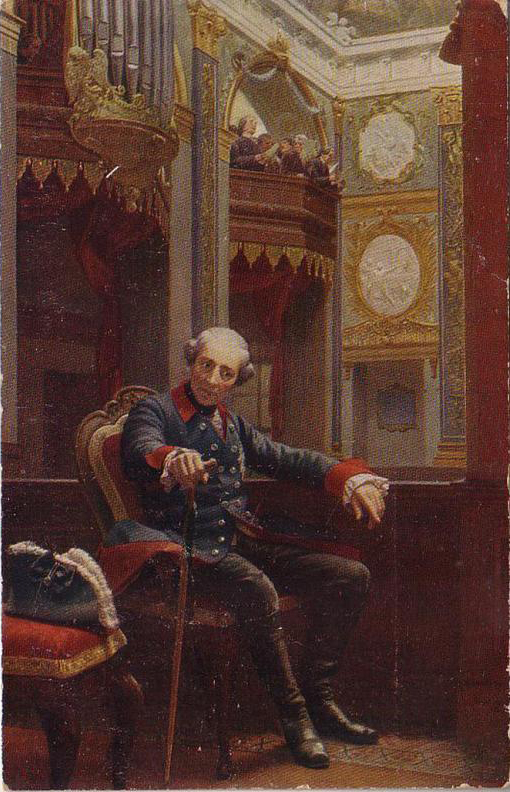
Frédéric le Grand, dans la chapelle du château de Charlottenburg (1868)

Hiob Carl Oscar Begas (ou Oskar Begas), né le 31 juillet 1828 à Berlin et mort le 10 novembre 1883 à Berlin, est un peintre prussien de portrait et d'histoire.

## Biographie
Il a reçu ses premières leçons de son père, le peintre bien connu Carl Joseph Begas, et a commencé par faire des portraits de sa famille. Il collabore avec son père et, à l'âge de treize ans, a reçoit sa première commande. Plus tard, à l'Académie Prussienne des Arts, il s'est spécialisé dans la peinture d'histoire. De 1849 à 1850, il a étudié à l'Académie des Beaux-Arts de Dresde sous Eduard Bendemann. Il a reçu une bourse et a vécu en Italie deux ans, de 1852 à 1854.
Il est retourné à Berlin après la mort de son père, complétant une série inachevée de portraits représentant des Chevaliers qui avaient reçu pour le Mérite. Par la suite, il a reçu beaucoup de commandes de la part du roi Frédéric-Guillaume IV, produisant des portraits de Heinrich Friedrich Link, August Böckh, Johannes von Müller et de Johann Lukas Schönlein, entre autres. En 1866, il fut nommé Professeur à l'Académie. Vers la fin de sa vie, il s'est centré sur les paysages. Depuis sa mort, son style est considéré comme plutôt conventionnel.
Il a également réalisé quelques œuvres décoratives, y compris les lunettes de la Rotes Rathaus et de petites peintures murales dans la salle de bal de la Kaisergallerie (une sorte de début de centre commercial) sur l'avenue Unter den Linden à Berlin. Il en subsiste peu cependant. Un journal détaillé qu'il a gardé de 1843 à 1848 a été d'une grande utilité pour les historiens. Les trois volumes du manuscrit se trouvent dans la Stiftung Stadtmuseum Berlin.
Son frère Adalbert était aussi un peintre. Ses frères Karl et Reinhold ont été tous les deux des sculpteurs.
Il est inhumé à l'ancien cimetière de Wannsee.